# District de Fontenay-le-Peuple
Le district de Fontenay-le-Peuple est une ancienne division territoriale française du département de la Vendée de 1790 à 1795.
Il était composé des cantons de Fontenay le Peuple, Benet, Chaillé, Foussais, le Gué, l'Hermenault, le Langon, Luçon, Maillezais, Saint Hillaire, Saint Michel en l'Herm et Sainte Hermine.